# Gosford House

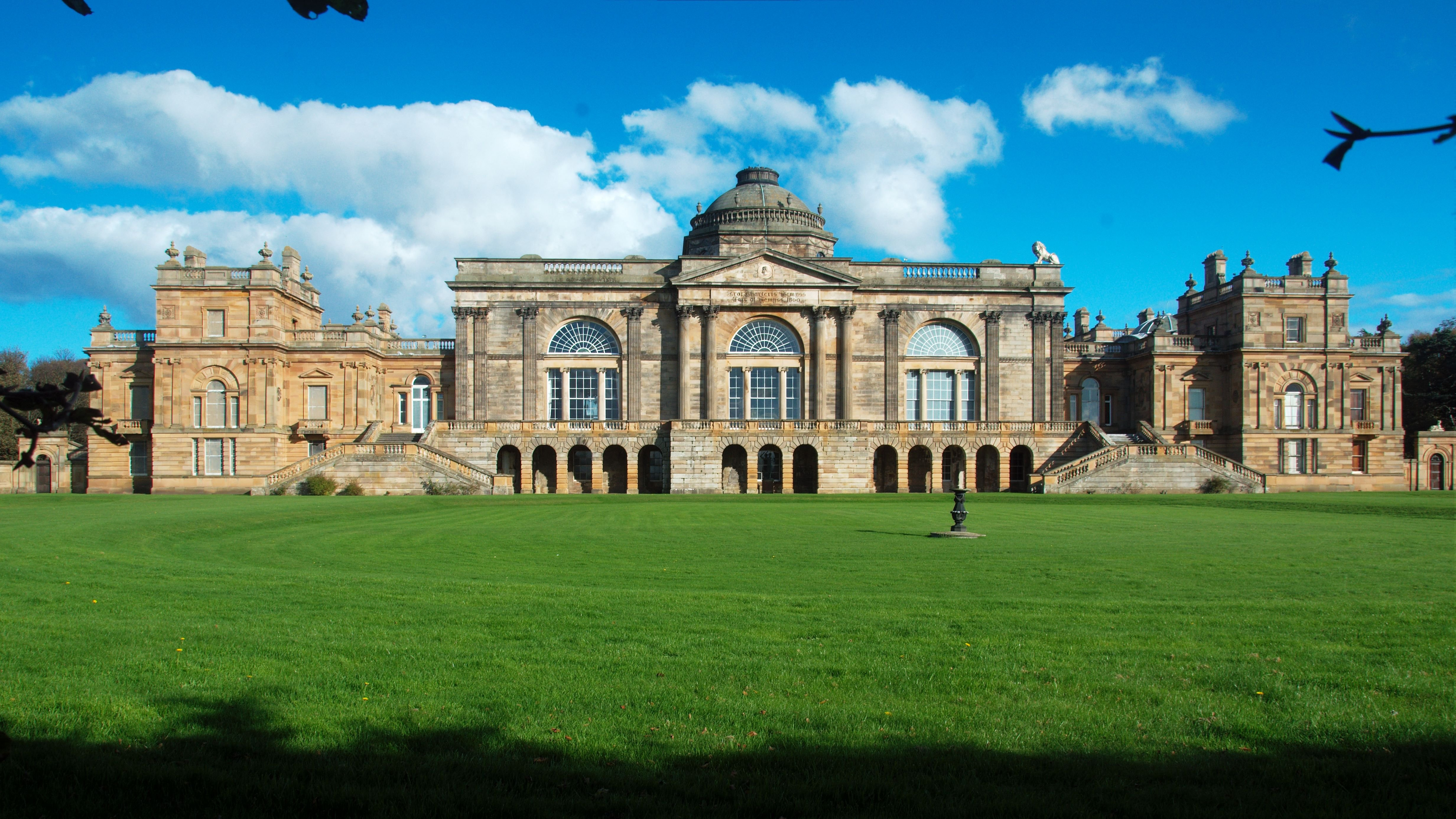
Gosford House

Gosford House ist ein Herrenhaus nahe der schottischen Ortschaft Aberlady in der Council Area East Lothian. 1971 wurde das Gebäude in die schottischen Denkmallisten in der höchsten Kategorie A aufgenommen. Des Weiteren sind verschiedene zugehörige Bauwerke eigenständig ebenfalls als Denkmäler klassifiziert.

## Geschichte
Francis Charteris, 7. Earl of Wemyss gab das Herrenhaus im Jahre 1790 in Auftrag. Er engagierte hierzu den schottischen Architekten Robert Adam, der im selben Jahr mit dem Bau begann. Wohl auch wegen Adams Tod im Jahre 1792 war das Herrenhaus 1800 noch nicht vollständig fertiggestellt. Des Weiteren sind Probleme mit durchfeuchtetem Mauerwerk beschrieben. Um 1830 wurden Reid, Wyatt and Smithe mit der Umgestaltung der flankierenden Flügel beauftragt. Diese wurden jedoch abgebrochen und die weiteren Arbeiten nicht ausgeführt. Stattdessen modernisierte William Burn in den 1830er Jahren ein nahe den Stallungen gelegenes Vorgängerbauwerk, welches zwischenzeitlich abgerissen wurde. Francis Wemyss-Charteris, 9. Earl of Wemyss konnte Pläne seines Vaters abwenden, das Haus vollständig abzubrechen. In den 1890er Jahren engagierte er William Young mit der Überarbeitung von Gosford House.
Zwischen den Weltkriegen wurde Gosford House als Hotel genutzt und wie zahlreiche andere britische Herrenhäuser während des Zweiten Weltkriegs als militärisches Quartier. 1940 verheerte ein Brand das Gebäude. In der Folge verblieb Gosford House in einem ruinösen Zustand und Braunfäule breitete sich aus. Mittlerweile wurde das Anwesen instand gesetzt und kann heute zu festlichen Anlässen angemietet werden.
1987 wurden die Außenanlagen in das Inventory of Gardens and Designed Landscapes in Scotland aufgenommen.

## Beschreibung
Gosford House liegt inmitten eines weitläufigen Anwesens rund einen Kilometer südwestlich von Aberlady am Südufer des Firth of Forth. Das zweistöckige Herrenhaus wurde im klassizistischen Stil gestaltet. Neobarocke, von Young gestaltete Flügel flankieren den Corps de Logis. Durchgehend wurden cremefarbene Steinquader zu einem Schichtenmauerwerk verbaut.

## Hungary House
Rund 1,1 km östlich von Gosford House, nahe dem Ostrand des Anwesens befindet sich das Hungary House. Es stammt aus dem frühen 19. Jahrhundert und wurde nach zuverlässigen Quellen durch ungarische Kriegsgefangene der Koalitionskriege erbaut. Es handelt sich um zwei baugleiche einstöckige Cottages, die an der Westseite über eine Blendmauer miteinander verbunden sind. Das Mauerwerk besteht aus roten Sandsteinquadern unterschiedlicher Größe, die zu einem Schichtenmauerwerk verarbeitet wurden. Venezianische Fenster flankieren die beiden Eingangstüren, der sechs Achsen weiten Frontseiten. Zwei weitere befinden sich an den westlichen Giebelseiten sowie kleine Rundfenster in den Giebelflächen. Hungary House ist eigenständig als Denkmal der Kategorie A eingestuft. Seit 2008 ist das leerstehende Bauwerk im Register für gefährdete denkmalgeschützte Bauwerke in Schottland verzeichnet. Zuletzt 2011 wurde sein Zustand als sehr schlecht bei gleichzeitig hoher Gefährdung eingestuft.

## Mausoleum

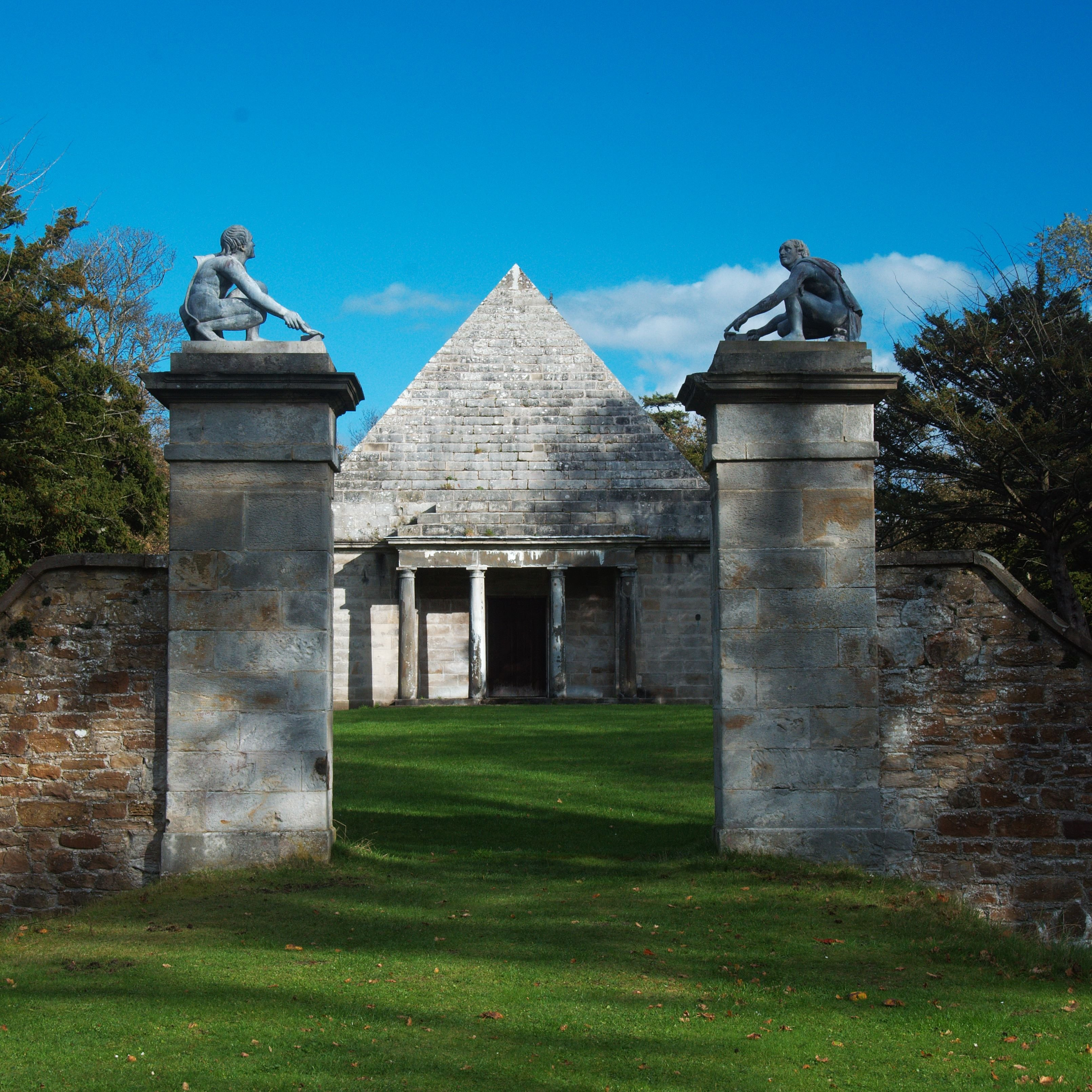
Mausoleum von Gosford House

Auch das Mausoleum von Gosford House ist als Kategorie-A-Bauwerk klassifiziert. Um 1800 wurde es von Francis Charteris, 7. Earl of Wemyss in Auftrag gegeben, der auch dort bestattet ist. Das Gebäude liegt inmitten einer kreisförmigen Einfriedung rund 400 m nordöstlich von Gosford House. Wie auch das Haupthaus ist es klassizistisch ausgestaltet und es weist einen quadratischen Grundriss auf. Das Mauerwerk besteht aus grauen Steinquadern. Darauf sitzt eine Pyramide auf. Alle vier Seiten sind mit toskanischen Portiken gearbeitet. Im Südwesten ist ein Zugang in die Umfriedung eingelassen. Torpfeiler mit Kranzgesimse flankieren die Öffnung. Darauf sitzen Skulpturen von hockenden Sklaven mit Jagdmessern.

## Stallungen
Die Stallungen wurden zusammen mit dem Haupthaus von Robert Adam entworfen. Sie liegen am Waldrand rund 150 m östlich von Gosford House. Ursprünglich umschlossen drei längliche Gebäudeteile drei Seiten eines Innenhofes. Durch später hinzugefügte Gebäude ist der Grundriss der Stallungen heute jedoch komplexer. Das Mauerwerk besteht aus Bruchstein, der grob zu einem Schichtenmauerwerk verbaut wurde. Im Ziergiebel des zweistöckigen zentralen Gebäudes ist eine Uhr eingelassen. Die restlichen Gebäudeteile sind hingegen einstöckig und verschiedentlich klassizistisch ornamentiert. In die schottischen Denkmallisten sind die Stallungen eigenständig als Kategorie-A-Denkmal einsortiert.

## West Lodge

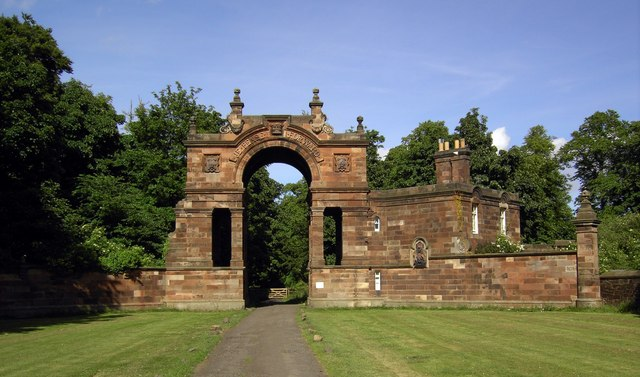
West Lodge

Die West Lodge liegt am Ortsrand von Longniddry rund zwei Kilometer südwestlich von Gosford House. Zusammen mit einem Torbogen markiert sie einen Zufahrtsweg zu dem Anwesen. Das Gebäude ist mit profiliertem Architrav und Flachdach gestaltet. Das Mauerwerk der zweistöckigen Lodge besteht aus rotem Sandstein. Der venezianische Bogen ist aus demselben Material gefertigt. Er ist ornamentiert und mit quadratischen dorischen Säulen gearbeitet. Die West Lodge stammt aus dem Jahre 1854 und wurde nach einem Entwurf des schottischen Architekten und Malers Robert William Billings gebaut. Sie ist als Denkmal der Kategorie A klassifiziert.